# 内藤雋輔
内藤 雋輔（ないとう しゅんぽ、1896年3月30日 - 1990年5月8日）は、日本の東洋史学者。島根県出身。岡山大学名誉教授。次男は島根大学名誉教授の内藤正中。

## 人物・来歴
1896年（明治29年）、島根県浜田市生まれ。1918年（大正7年）、京都帝国大学文学部史学科（支那史専攻）に入学して東洋史学者の内藤湖南（名字は同じ内藤姓だが血縁関係はない）に師事。卒業後、1929年（昭和4年）から岡山大学の前身である旧制第六高等学校教授を務める。戦後、1949年（昭和24年）、新制岡山大学教授に就任。1961年（昭和36年）、岡山大学を定年退官して名誉教授となる。定年退官後、1973年（昭和48年）まで
ノートルダム清心女子大学教授。同大学を定年退官後、名誉教授となる。息子に内藤正中・島根大学名誉教授。
日本と朝鮮の関係史を研究し、韓国では良心的な学者と見られている。

## 著書
- 『東洋』（全国青年学校指導用）北海出版社 、1939年
- 『支那の歴史と文化』(アジア歴史叢書１）矢野仁一共著、目黒書店、1941年
- 『大東亜史要』育英出版、1944年
- 『朝鮮史研究』（東洋史研究叢刊 第10巻）東洋史研究会、1961年
- 『文禄・慶長役における被擄人の研究』東京大学出版会、1977年